# Luisa Famos
Luisa Famos (* 7. August 1930 in Ramosch; † 28. Juni 1974 in Ramosch) war eine Schweizer Schriftstellerin, die in Vallader schrieb und als eine wichtige Lyrikerin der rätoromanischen Literatur gilt. Ihre Gedichte erschienen erstmals 1960 (Mumaints). Heute sind sie in zahlreiche Sprachen übersetzt, so auf Deutsch, Italienisch, Französisch, Rumänisch, Polnisch.

## Leben

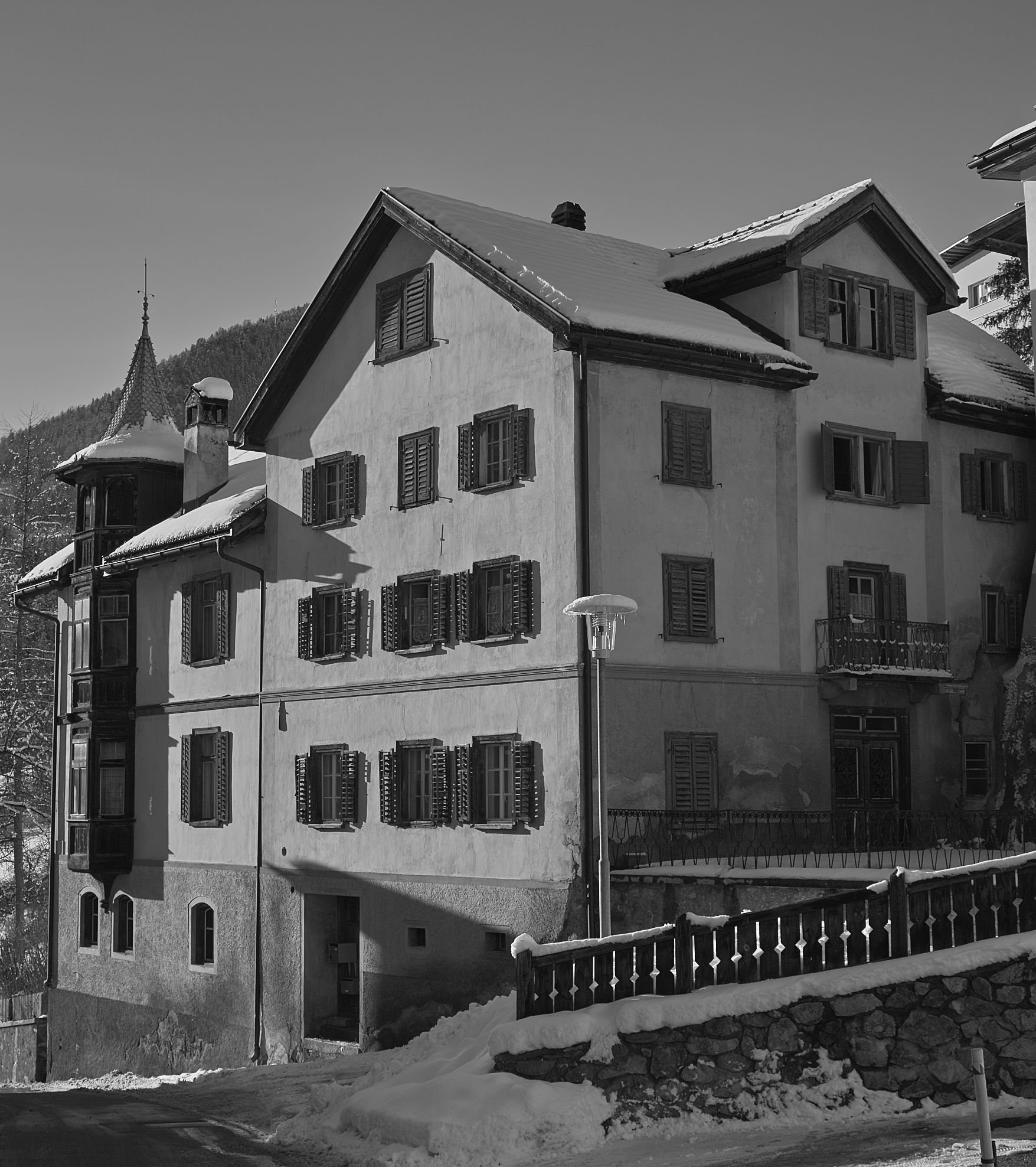
Wohnhaus von Luisa Famos in Ramosch

Famos absolvierte eine Ausbildung als Primarlehrerin in Chur. Danach unterrichtete sie in Dischma, Vnà, Speicher, Guarda, Zürich und Dietikon. Gleichzeitig arbeitete sie für das rätoromanische Radio und Fernsehen. Sie moderierte die erste rätoromanische Fernsehsendung überhaupt, Il Balcun tort. Ihre ersten Gedichte, die im Chalender Ladin veröffentlicht wurden, zeichnete sie mit dem Pseudonym Flur da Riva (Uferblume). Seit 1963 war Famos verheiratet mit Jürg Pünter. Von 1969 bis 1972 lebte sie in Honduras und Venezuela. Nach ihrer Rückkehr 1972 in die Schweiz lebte sie zuerst in Bauen UR, danach wieder an ihrem Geburtsort Ramosch. Im Alter von 44 Jahren erlag sie einem Krebsleiden.

## Werke

### Lyrik
- ich bin die Schwalbe von einst / eu sun la randolina d’ünsacura. Gedichte aus dem Nachlass. Herausgegeben und mit einem Nachwort von Mevina Puorger. Vorwort von Iso Camartin. Rätoromanisch und Deutsch. Aus dem Rätoromanischen von Mevina Puorger und Franz Cavigelli. Limmat Verlag, Zürich 2004/2010, ISBN 3-85791-462-9.
- Poesias / Gedichte. Rätoromanisch-Deutsche Ausgabe. Aus dem Rätoromanischen von Anna Kurth und Jürg Amann. Nachwort von Iso Camartin. Arche Verlag, Zürich 1995/2003, ISBN 3-7160-2190-3.
- Inscunters. Poesias. Ediziun Jürg Pünter, Bischofberger, Chur 1974.
- Mumaints. Poesias. Ediziun da l’autura. Bischofberger, Chur 1960/1961.

### Prosa
- L’hom sün fanestra. In: Prosa rumantscha – Prosa romontscha. Schweizer Verlagshaus, Zürich 1967, Seiten 9–13.